# Yannick Lesourd
Yannick Lesourd (Dreux, Francia, 3 de abril de 1988) es un atleta francés, especialista en la prueba de 4 × 100 m, con la que llegó a ser subcampeón mundial en 2011.

## Carrera deportiva
En el Mundial de Daegu 2011 gana la medalla de plata en los relevos 4 x 100 metros, con un tiempo de 38,20 segundos (mejor marca personal), tras Jamaica y por delante de San Cristóbal y Nieves, siendo sus compañeros de equipo: Christophe Lemaitre, Teddy Tinmar y Jimmy Vicaut.